# Peter Valentovič
Peter Valentovič (16. dubna 1948 – 10. března 1973) byl slovenský fotbalista, obránce. Zemřel ve 24 letech na rakovinu varlat.

## Fotbalová kariéra
V československé lize hrál za Spartak Trnava. Nastoupil ve 22 ligových utkáních a dal 3 góly. S Trnavou získal 2 mistrovské tituly – v letech 1971 a 1972. V Poháru mistrů evropských zemí nastoupil ve 4 utkáních.

## Ligová bilance
| Ročník                                   | Zápasy | Góly | Klub           |
| ---------------------------------------- | ------ | ---- | -------------- |
| 1. československá fotbalová liga 1969/70 | 4      | 0    | Spartak Trnava |
| 1. československá fotbalová liga 1970/71 | 6      | 1    | Spartak Trnava |
| 1. československá fotbalová liga 1971/72 | 12     | 2    | Spartak Trnava |
| CELKEM                                   | 22     | 3    |                |